# Klaus Krämer (püspök)
Klaus Matthias Krämer  (Stuttgart, 1964. január 14. –), német katolikus pap, a Rottenburg-Stuttgarti egyházmegye megválasztott püspöke.

## Élete
1993. június 19-én szentelték pappá, és a Rottenburg-Stuttgarti egyházmegyében inkardinálták. Többek között az alábbi pozíciókat töltötte be: püspöki titkár, püspöki helynök, a Pápai Missziós Társaságok és a Pápai Gyermekmissziós Társaságok országos igazgatója, valamint a kúria kancellárja és az egyházmegyei adminisztrátor delegáltja.
2024. október 2-án Ferenc pápa  rottenburg-stuttgarti megyés püspökké nevezte ki.

## Fordítás
Ez a szócikk részben vagy egészben  a   Klaus Krämer című lengyel Wikipédia-szócikk ezen változatának fordításán alapul.  Az eredeti cikk szerkesztőit annak laptörténete sorolja fel. Ez a jelzés csupán a megfogalmazás eredetét és a szerzői jogokat jelzi, nem szolgál a cikkben szereplő információk forrásmegjelöléseként.